# Discesa libera

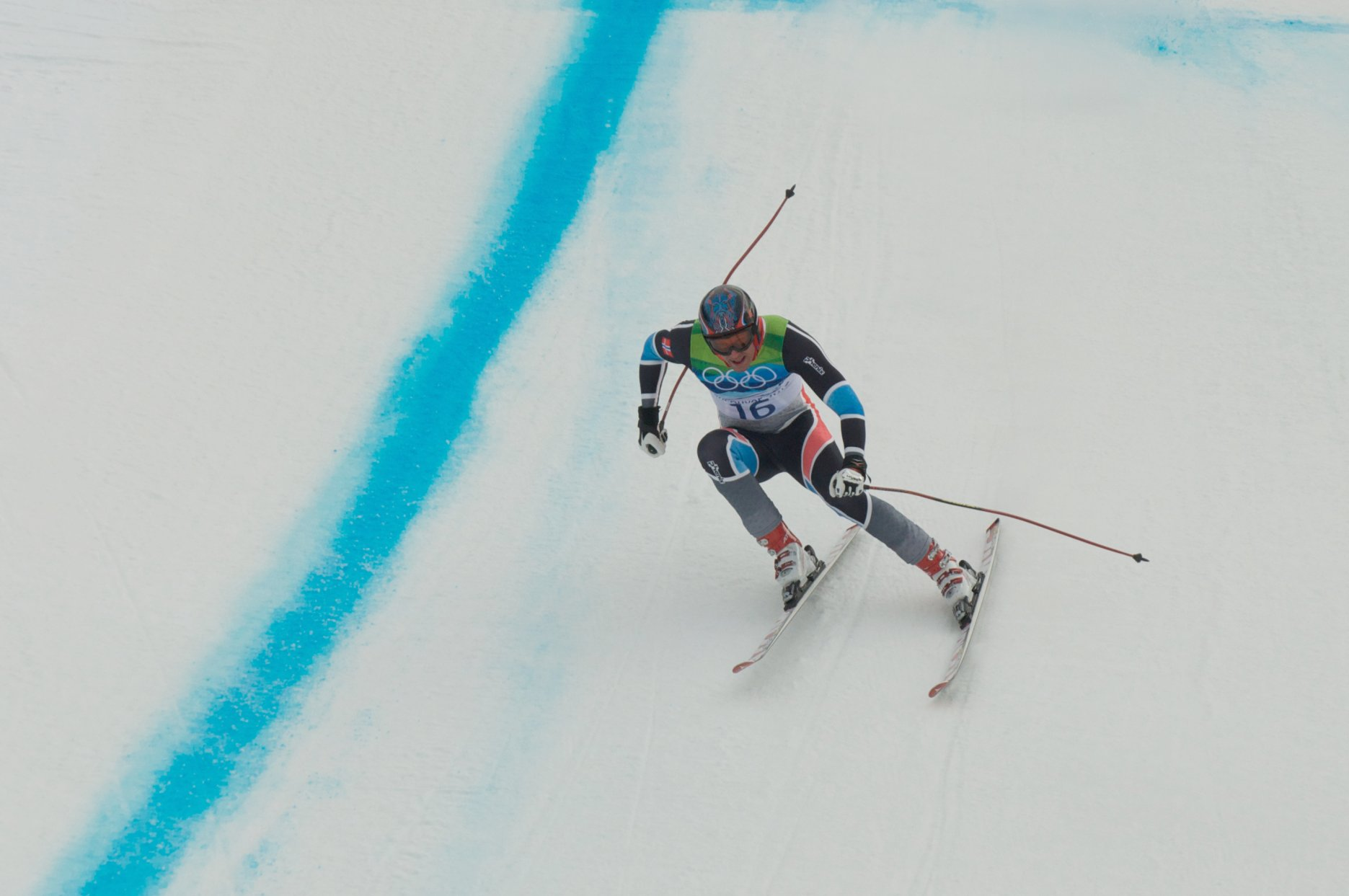
Aksel Lund Svindal in una fase della discesa libera a

La discesa libera è una delle discipline dello sci alpino: considerata la disciplina regina del suddetto sport per la sua spettacolarità, nonché la più veloce (con punte oltre i 160 km/h), è anche quella che richiede agli atleti fisico massiccio, doti di coraggio, esplosività, coordinazione motoria, equilibrio e scivolamento sui tratti meno tecnici e impegnativi. Viste le velocità raggiunte e i rischi fisici in caso di caduta sono possibili incidenti, storicamente anche gravi, dovuti a cadute sui bordi della pista a seguito di salti o curve tecniche.
In campo maschile il detentore della Coppa del Mondo di discesa libera è lo svizzero Marco Odermatt, mentre i connazionali Beat Feuz e Franjo von Allmen sono rispettivamente campione olimpico e campione mondiale. In campo femminile la detentrice della Coppa è l'italiana Federica Brignone, mentre la svizzera Corinne Suter e la statunitense Breezy Johnson detengono rispettivamente il titolo olimpico e quello mondiale.

## Storia

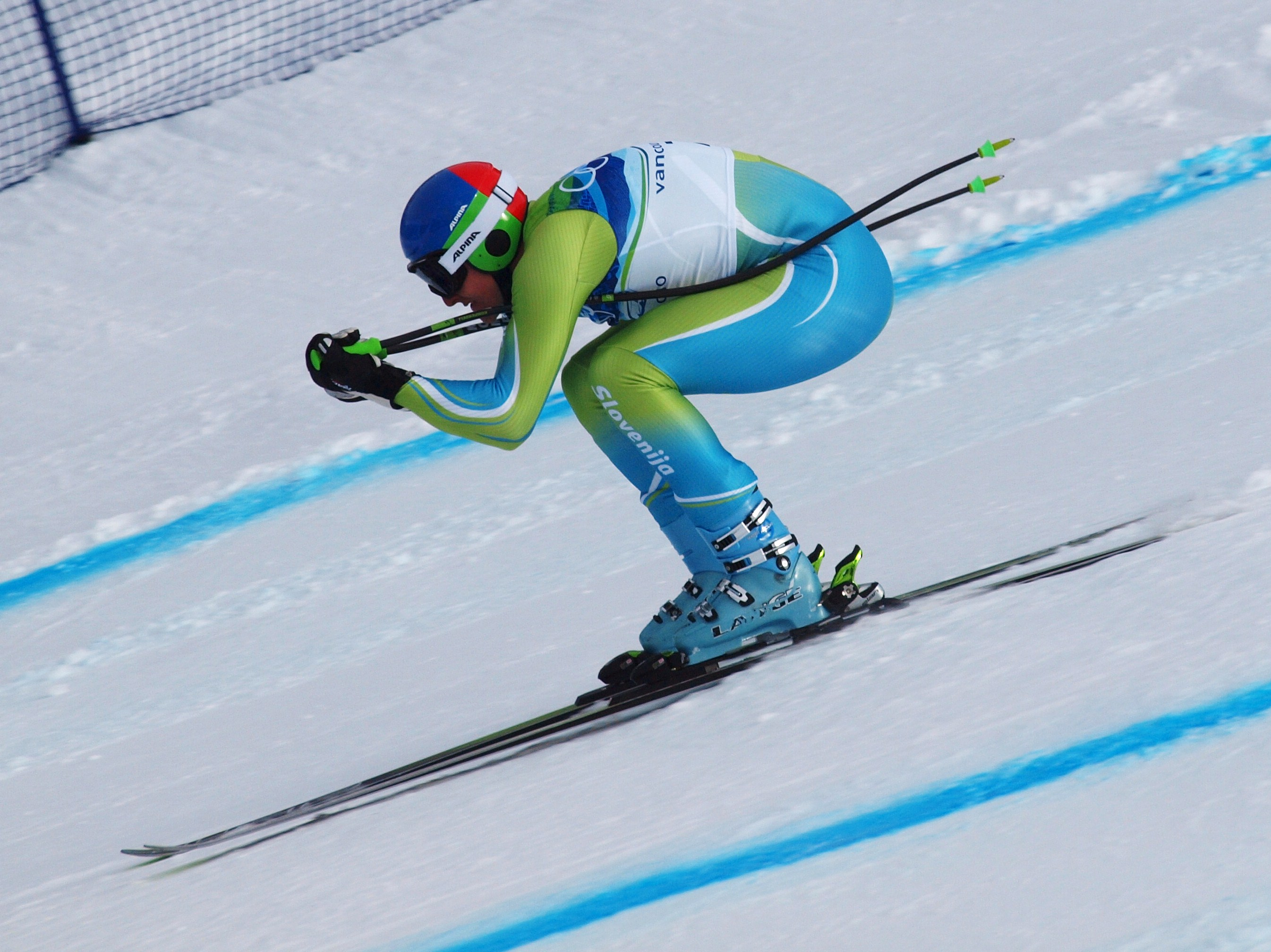
Fase di scivolamento in discesa libera

Herbert Plank in una fase della discesa libera nel 1979

La discesa libera e lo slalom speciale sono le discipline più antiche dello sci alpino moderno. Gare di discesa e di slalom si disputano fin dalla prima edizione del Mondiali di sci alpino nel 1931, e fanno parte del programma olimpico dalla Olimpiade Invernale del 1948. La Coppa del Mondo di discesa libera è stata istituita nella stagione 1966/1967, quando la Federazione Internazionale Sci (FIS) ha creato il circuito della Coppa del Mondo di sci alpino. Inizialmente la discesa libera era una vera e propria corsa giù per la montagna: non esistevano porte direzionali di sorta, l'atleta aveva a disposizione tutta la pista ed era libero di scegliere la linea migliore.
L'appellativo di più forte discesista di tutti i tempi è da attribuire all'austriaco Franz Klammer che in carriera ha ottenuto in questa disciplina 25 vittorie di Coppa del Mondo e 5 Coppe di specialità, record tuttora imbattuti, mentre fra le donne la sciatrice che ha il record di vittorie in carriera è la statunitense Lindsey Vonn, in grado di salire 43 volte sul gradino più alto del podio e di conquistare 8 coppe di specialità.

## Descrizione

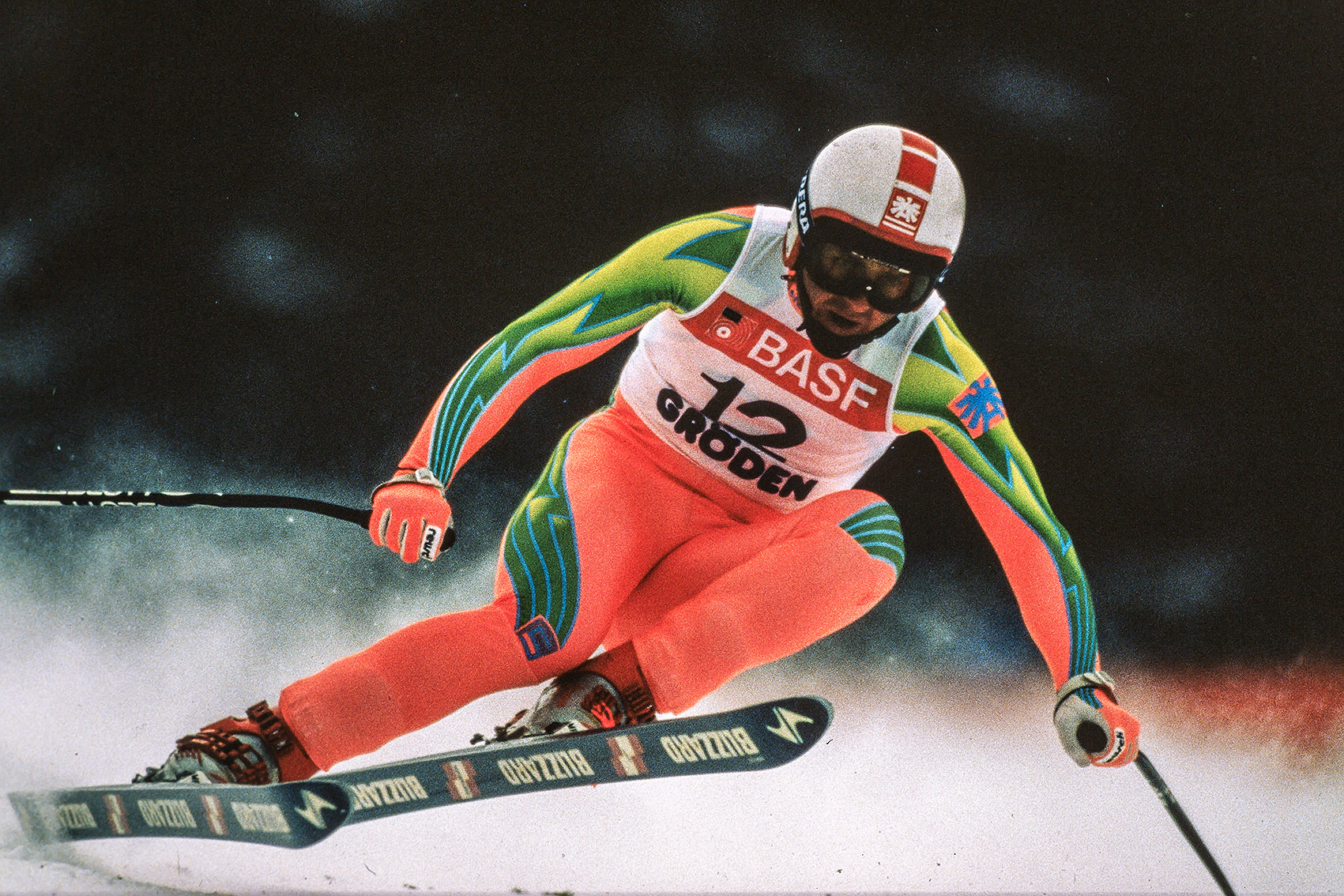
Franz Klammer

Si tratta di una gara in cui gli sciatori scendono lungo un tracciato con un dislivello che per gli uomini che partecipano alla Coppa del Mondo è compreso tra gli 800 e i 1100 m (eccezionalmente può essere ridotto a 750 metri), mentre per le donne dai 450 agli 800 m, delimitato da due porte con pali da slalom gigante di colore o rosso o blu separati tra loro non meno di 8 m, ad una distanza dalle successive superiore a quelle di supergigante.
Il percorso di una discesa libera generalmente prevede notevoli dislivelli, salti, grandi curve e tratti di scorrimento, spesso su superfici ghiacciate. In una gara di Coppa del Mondo i migliori discesisti superano i 130 km/h; sulla Streif di Kitzbühel (Austria), ritenuta da molti la discesa più prestigiosa del mondo, sono stati raggiunti addirittura i 150 km/h, anche se il primato assoluto, pari a 161,9 km/h è stato fissato sulla pista del Lauberhorn a Wengen (Svizzera), discesa nota come particolarmente impegnativa, in quanto richiede maggior resistenza fisica avendo una lunghezza pari a 4480 m, che rappresenta il record dell'intero Circo bianco e per una durata della gara di 2 min e 20-30s. Lungo tutto il tracciato devono essere predisposte adeguate misure di sicurezza come, ad esempio, reti in grado di fermare e trattenere gli sciatori in caso di caduta. In passato questo non era fatto con la stessa frequenza di oggi.
Ultimamente, soprattutto per ragioni legate al miglioramento della visibilità e di conseguenza della sicurezza, si è cominciato ad utilizzare delle linee blu, sia trasversali (per rendere più visibili i dislivelli del percorso) sia longitudinali (per la traiettoria). Le linee blu vengono dipinte sulla neve con un apposito liquido colorato e hanno lo scopo di rendere più visibili all'atleta i dossi o le imperfezioni della pista, soprattutto nelle zone d'ombra. Uscire al di fuori delle linee non comporta alcuna penalità.
Tipicamente una gara di discesa libera si svolge in un'unica manche, e risulta vincitore lo sciatore che ha completato il percorso, senza saltare nessuna porta, nel tempo minore. Occasionalmente si disputano anche discese in due manche, ma sono da considerare eccezioni dovute ad esigenze organizzative o per sperimentare nuove formule di gara. Nei giorni precedenti la competizione gli atleti svolgono da una a tre prove cronometrate per testare le condizioni della pista (se le condizioni atmosferiche o quelle del tracciato non hanno consentito di effettuare alcuna prova cronometrata, la gara non può svolgersi), per memorizzare la tracciatura e per rendersi conto di quale condotta di gara tenere.

### Regolamento di gara

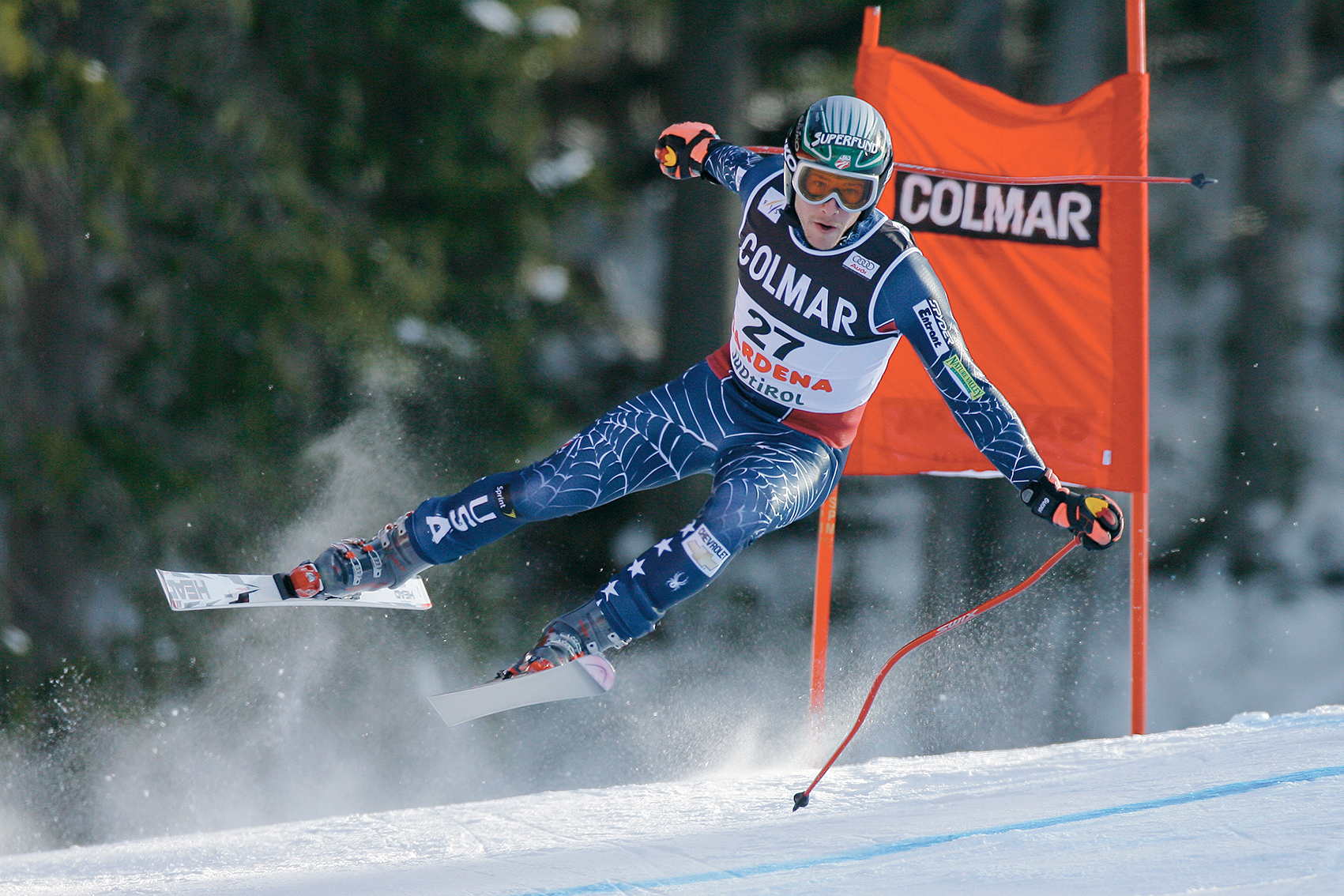
Bode Miller

Nella libera l'ordine di partenza dei concorrenti è così stabilito: i primi dieci classificati nella WCSL di specialità partono con i pettorali dal 6 al 15, determinati tramite sorteggio. Ai classificati nella WCSL dalla posizione 11 alla posizione 20 vengono assegnati, sempre tramite sorteggio, i pettorali dall'1 al 5 e dal 16 al 20. Gli sciatori classificati dalla ventunesima alla trentesima posizione nella WCSL di specialità partono con i pettorali dal 21 al 30, sempre assegnati per sorteggio.

### Attrezzatura
Quanto all'attrezzatura, in discesa libera si usano sci molto lunghi (minimo 215 cm per gli uomini, 210 cm per le donne) per avere maggiore stabilità alle alte velocità. Come per lo slalom gigante e per il supergigante esiste un raggio di curvatura minimo (50 metri). I bastoncini sono curvati, per potersi adattare meglio al corpo dello sciatore quando si assume la posizione di ricerca di velocità. Le tute aderenti sono studiate per ridurre al minimo l'attrito con l'aria. Sotto la tuta ci sono protezioni rigide in particolare il Back protector, che impedisce alla colonna vertebrale di subire traumi. Il casco, non necessariamente integrale, è obbligatorio come in tutte le discipline (anche nello slalom speciale è stato reso obbligatorio a partire dalla stagione 2006/2007).

### Terminologia
Nei tratti rettilinei e di maggiore scorrimento della discesa, l'atleta assume la posizione "schuss" o "a uovo", definita anche "di ricerca della velocità", che minimizza la resistenza dell'aria, con le gambe leggermente divaricate, la schiena parallela al terreno, le mani avanzate a tagliare l'aria e i bastoncini posizionati parallelamente alla schiena.

### Piste da discesa della Coppa del Mondo

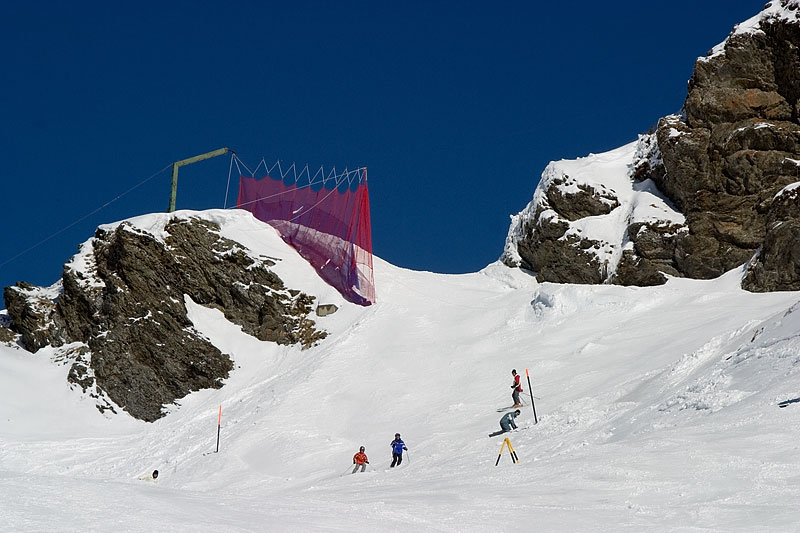
Parte sommitale della Lauberhorn

- Streif
- Lauberhorn
- Saslong
- Stelvio
- Bird Of Prey
- Kandahar
- Kandahar Banchetta
- Olimpia delle Tofane
- Men's Olympic Downhill